# J. Perry
Jonathan Perry (Porto Príncipe, 4 de junho de 1998), mais conhecido pelo nome artístico J. Perry, é um cantor e compositor haitiano. O seu single Dekole, lançado em 2011, fez um enorme sucesso em seu país de origem, batendo recordes de execuções nas rádios, garantindo um disco de ouro para a canção. O carnaval do Haiti de 2012 foi nomeado Ayiti ap Dekole em homenagem a canção.
Em 2013, a cantora brasileira Claudia Leitte fez uma versão brasileira de Dekole para o seu quarto álbum, Axemusic - Ao Vivo (2014). Em 1 de janeiro de 2014, Leitte lançou uma versão da canção em estúdio com participação de J. Perry. Em 2016, Leitte convidou Perry para o remix de Shiver Down My Spine, alcançando a 90ª posição na Billboard Brasil.

## Discografia
- 2011: One Life to Live[7]

## Singles
- 2011: Starin At Your Body (participação de Mikaben & Black Dada)
- 2011: Dekole (part. Shabba & Izolan)
- 2011: Holdin On
- 2011: Yeux Dans Les Yeux (part. Niskkaa)
- 2012: Plane
- 2012: Enjoy
- 2012: Let It Be
- 2013: Bouje
- 2013: Prezidan
- 2015: Konsey'